# Juchym Konoplja
Juchym Dmytrovyč Konoplja (in ucraino Юхим Дмитрович Конопля?; Donec'k, 26 agosto 1999) è un calciatore ucraino, difensore dello Šachtar e della nazionale ucraina.

## Caratteristiche tecniche
È un terzino destro.

## Carriera

### Club
Ha giocato nella prima divisione ucraina con il Desna Černihiv, con cui nella stagione 2020-2021 ha anche giocato una partita nei turni preliminari di Europa League.

### Nazionale
Ha giocato nella nazionale ucraina Under-19.
Con la nazionale Under-20 ucraina ha preso parte al Campionato mondiale di calcio Under-20 2019.
Il 16 giugno 2023 realizza la sua prima rete per la nazionale maggiore nel successo in rimonta per 2-3 contro la Macedonia del Nord.

## Statistiche
Statistiche aggiornate al 1 dicembre 2024.

### Presenze e reti nei club
| Stagione              | Squadra               | Campionato            | Campionato | Campionato | Coppe nazionali | Coppe nazionali | Coppe nazionali | Coppe continentali | Coppe continentali | Coppe continentali | Altre coppe | Altre coppe | Altre coppe | Totale | Totale | Totale |
| Stagione              | Squadra               | Comp                  | Pres       | Reti       | Comp            | Pres            | Reti            | Comp               | Pres               | Reti               | Comp        | Pres        | Reti        | Pres   | Reti   |        |
| --------------------- | --------------------- | --------------------- | ---------- | ---------- | --------------- | --------------- | --------------- | ------------------ | ------------------ | ------------------ | ----------- | ----------- | ----------- | ------ | ------ | ------ |
| 2019-2020             | Desna Černihiv        | PL                    | 22         | 0          | CU              | 2               | 0               |                    | -                  | -                  |             | -           | -           | 24     | 0      |        |
| 2020-2021             | Desna Černihiv        | PL                    | 22         | 1          | CU              | 2               | 0               | UEL                | 1                  | 0                  |             | -           | -           | 25     | 1      |        |
| Totale Desna Černihiv | Totale Desna Černihiv | Totale Desna Černihiv | 44         | 1          |                 | 4               | 0               |                    | 1                  | 0                  |             | -           | -           | 49     | 1      |        |
| 2021-2022             | Šachtar               | PL                    | 9          | 1          | KU              | 0               | 0               | UEL                | 0                  | 0                  | SU          | 1           | 0           | 10     | 1      |        |
| 2022-2023             | Šachtar               | PL                    | 18         | 2          | KU              | 1               | 0               | UCL                | 8                  | 0                  | -           | 0           | 0           | 27     | 2      |        |
| 2023-2024             | Šachtar               | PL                    | 20         | 1          | KU              | 3               | 1               | UCL                | 3                  | 0                  | -           | -           | -           | 26     | 2      |        |
| 2024-2025             | Šachtar               | PL                    | 11         | 0          | KU              | 0               | 0               | UCL                | 5                  | 0                  | -           | -           | -           | 11     | 0      |        |
| Totale Shakhtar       | Totale Shakhtar       | Totale Shakhtar       | 58         | 4          |                 | 4               | 1               |                    | 13                 | 0                  |             | -           | -           | 72     | 5      |        |
| Totale carriera       | Totale carriera       | Totale carriera       | 102        | 5          |                 | 8               | 1               |                    | 14                 | 0                  |             | -           | -           | 125    | 6      |        |

### Cronologia presenze e reti in nazionale
| Cronologia completa delle presenze e delle reti in nazionale ― Ucraina | Cronologia completa delle presenze e delle reti in nazionale ― Ucraina | Cronologia completa delle presenze e delle reti in nazionale ― Ucraina | Cronologia completa delle presenze e delle reti in nazionale ― Ucraina | Cronologia completa delle presenze e delle reti in nazionale ― Ucraina | Cronologia completa delle presenze e delle reti in nazionale ― Ucraina | Cronologia completa delle presenze e delle reti in nazionale ― Ucraina | Cronologia completa delle presenze e delle reti in nazionale ― Ucraina |
| Data                                                                   | Città                                                                  | In casa                                                                | Risultato                                                              | Ospiti                                                                 | Competizione                                                           | Reti                                                                   | Note                                                                   |
| ---------------------------------------------------------------------- | ---------------------------------------------------------------------- | ---------------------------------------------------------------------- | ---------------------------------------------------------------------- | ---------------------------------------------------------------------- | ---------------------------------------------------------------------- | ---------------------------------------------------------------------- | ---------------------------------------------------------------------- |
| 7-10-2020                                                              | Saint-Denis                                                            | Francia                                                                | 7 – 1                                                                  | Ucraina                                                                | Amichevole                                                             | -                                                                      | 61’                                                                    |
| 11-11-2020                                                             | Chorzów                                                                | Polonia                                                                | 2 – 0                                                                  | Ucraina                                                                | Amichevole                                                             | -                                                                      | 63’                                                                    |
| 14-11-2020                                                             | Lipsia                                                                 | Germania                                                               | 3 – 1                                                                  | Ucraina                                                                | UEFA Nations League 2020-2021 - 1º turno                               | -                                                                      |                                                                        |
| 16-6-2023                                                              | Skopje                                                                 | Macedonia del Nord                                                     | 2 – 3                                                                  | Ucraina                                                                | Qual. Euro 2024                                                        | 1                                                                      | 46’                                                                    |
| 19-6-2023                                                              | Trnava                                                                 | Ucraina                                                                | 1 – 0                                                                  | Malta                                                                  | Qual. Euro 2024                                                        | -                                                                      |                                                                        |
| 9-9-2023                                                               | Breslavia                                                              | Ucraina                                                                | 1 – 1                                                                  | Inghilterra                                                            | Qual. Euro 2024                                                        | -                                                                      |                                                                        |
| 12-9-2023                                                              | Milano                                                                 | Italia                                                                 | 2 – 1                                                                  | Ucraina                                                                | Qual. Euro 2024                                                        | -                                                                      | 62’                                                                    |
| 14-10-2023                                                             | Praga                                                                  | Ucraina                                                                | 2 – 0                                                                  | Macedonia del Nord                                                     | Qual. Euro 2024                                                        | -                                                                      |                                                                        |
| 17-10-2023                                                             | Ta' Qali                                                               | Malta                                                                  | 1 – 3                                                                  | Ucraina                                                                | Qual. Euro 2024                                                        | -                                                                      | 67’                                                                    |
| 20-11-2023                                                             | Leverkusen                                                             | Ucraina                                                                | 0 – 0                                                                  | Italia                                                                 | Qual. Euro 2024                                                        | -                                                                      | 79’ 86’                                                                |
| 21-3-2024                                                              | Zenica                                                                 | Bosnia ed Erzegovina                                                   | 1 – 2                                                                  | Ucraina                                                                | Qual. Euro 2024                                                        | -                                                                      | 58’                                                                    |
| 26-3-2024                                                              | Breslavia                                                              | Ucraina                                                                | 2 – 1                                                                  | Islanda                                                                | Qual. Euro 2024                                                        | -                                                                      |                                                                        |
| 3-6-2024                                                               | Norimberga                                                             | Germania                                                               | 0 – 0                                                                  | Ucraina                                                                | Amichevole                                                             | -                                                                      | 80’                                                                    |
| 11-6-2024                                                              | Chișinău                                                               | Moldavia                                                               | 0 – 4                                                                  | Ucraina                                                                | Amichevole                                                             | -                                                                      | 84’                                                                    |
| 17-6-2024                                                              | Monaco di Baviera                                                      | Romania                                                                | 3 – 0                                                                  | Ucraina                                                                | Euro 2024 - 1º turno                                                   | -                                                                      | 67’ 72’                                                                |
| 7-9-2024                                                               | Praga                                                                  | Ucraina                                                                | 1 – 2                                                                  | Albania                                                                | UEFA Nations League 2024-2025 - 1º turno                               | 1                                                                      |                                                                        |
| 11-10-2024                                                             | Poznań                                                                 | Ucraina                                                                | 1 – 0                                                                  | Georgia                                                                | UEFA Nations League 2024-2025 - 1º turno                               | -                                                                      | 76’                                                                    |
| 14-10-2024                                                             | Breslavia                                                              | Ucraina                                                                | 1 – 1                                                                  | Rep. Ceca                                                              | UEFA Nations League 2024-2025 - 1º turno                               | -                                                                      | 80’                                                                    |
| 16-11-2024                                                             | Batumi                                                                 | Georgia                                                                | 1 – 1                                                                  | Ucraina                                                                | UEFA Nations League 2024-2025 - 1º turno                               | -                                                                      |                                                                        |
| 19-11-2024                                                             | Tirana                                                                 | Albania                                                                | 1 – 2                                                                  | Ucraina                                                                | UEFA Nations League 2024-2025 - 1º turno                               | -                                                                      | 76’                                                                    |
| 20-3-2025                                                              | Murcia                                                                 | Ucraina                                                                | 3 – 1                                                                  | Belgio                                                                 | UEFA Nations League 2024-2025 - Play-off                               | -                                                                      | 25’                                                                    |
| Totale                                                                 |                                                                        | Presenze                                                               | 21                                                                     |                                                                        | Reti                                                                   | 2                                                                      |                                                                        |

## Palmarès

### Club

#### Competizioni nazionali
- Supercoppa d'Ucraina: 1

Šachtar: 2021
- Campionato ucraino: 2

Šachtar: 2022-2023, 2023-2024
- Coppa d'Ucraina: 2

Šachtar: 2023-2024, 2024-2025

### Nazionale
- Campionato mondiale Under-20: 1

Polonia 2019